# Gliss Riffer
Albums de Dan Deacon
America
(2012)
Gliss Riffer est le quatrième album du musicien américain Dan Deacon, sorti le 24 février 2015 sur le label Domino Records. 

## Liste des morceaux
| 1.    | Feel The Lightning    | 4:53 |
| 2.    | Sheathed Wings        | 4:08 |
| 3.    | When I Was Done Dying | 4:18 |
| 4.    | Meme Generator        | 4:31 |
| 5.    | Mind on Fire          | 3:51 |
| 6.    | Learning to Relax     | 6:44 |
| 7.    | Take It to the Max    | 7:48 |
| 8.    | Steely Blues          | 7:35 |
| 43:48 |                       |      |